# Kayhan Kalhor

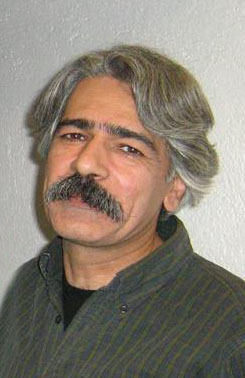
Kayhan Kalhor (2010)

Kayhan Kalhor (persisch کیهان کلهر, kurdisch کەیھان کەڵھوڕ Keyhan Kelhur, * 1963 in Teheran) ist ein iranischer Kamantschespieler und Komponist kurdischer Abstammung.
Kalhor begann seine musikalische Ausbildung im Alter von sieben Jahren, trat ab dem dreizehnten Lebensjahr mit dem Iranischen Nationalorchester des Rundfunks und Fernsehens auf und arbeitete dann mit dem Shayda Ensemble am Chavosh-Kulturzentrum. In der klassischen persischen Musik (Radif) ausgebildet, studierte er auf Reisen insbesondere die traditionelle Musik in den Provinzen Chorasan und Kordestān.
Er gehörte zu den Gründern der Ensembles Dastan und Ghazal: Persian & Indian Improvisation sowie Masters of Persian Music, komponierte für Sänger wie Mohammad-Resa Schadscharian und Shahram Nazeri und trat mit namhaften iranischen Instrumentalisten auf. International trat er u. a. mit dem New York Philharmonic Orchestra und dem Orchestre National de Lyon auf und ist Mitglied von Yo-Yo Mas Silkroad Ensemble. Er gründete 1991 in New York das Dastan Ensemble, 1997 gründete er zusammen mit Shujaat Husain Khan die Gruppe Ghazal.
2004 trat er auf Einladung des Komponisten John Adams im Rahmen von dessen Carnegie Hall's Perspectives in der Zankel Hall auf; im gleichen Jahr war er Teilnehmer des Mostly Mozart Festival im Lincoln Center. In Francis Ford Coppolas Film Youth without Youth war er Solist der von Osvaldo Golijov komponierten Filmmusik.
2017 wurde das Silkroad Ensemble mit einem Grammy ausgezeichnet.
Im August 2018 wurde er mit dem Isaac Stern Award ausgezeichnet.
Seit 1992 lebt er in den USA.

## Diskographie (Auswahl)
- Scattering Stars Like Dust, 1997
- Ghazal: Lost Songs of the Silk Road, 1997
- Ghazal: As Night Falls on the Silk Road, 1998
- Mohammad Reza Shajarian: Night Silence Desert, 2000
- Ghazal: Moon Rise over Silk Road, 2000
- Silkroad Ensemble: When Strangers Meet, 2002
- Ghazal: The Rain, 2003
- In the Mirror of the Sky, 2004
- Silkroad Ensemble: Beyond the Horizon, 2004
- Silkroad Ensemble: New Impossibilities, 2007
- Yo-Yo Ma & Friends: Songs of Joy & Peace, 2008
- Silent City, 2008
- Silkroad Ensemble: Off the Map, 2009
- I Will Not Stand Alone, 2012
- Kayhan Kalhor, Aynur, Salman Gambarov, Cemîl Qoçgirî: Hawniyaz, Harmonia Mundi 2016[5]